# Holwell (Oxfordshire)
Pour les articles homonymes, voir Holwell.
Holwell est une paroisse civile et un village de l'Oxfordshire, en Angleterre.